# North American T-6 Texan
Pour les articles homonymes, voir T-6, SNJ et AT-6.
Ne doit pas être confondu avec Beechcraft T-6 Texan II.
Le North American T-6 Texan est l'appareil d'entraînement standard des pilotes de chasse des nations alliées pendant la Seconde Guerre mondiale. Il fut connu sous les noms de SNJ au sein de l'US Navy, de AT-6 dans l'USAAC et de Harvard dans les forces aériennes du Commonwealth. Il remporta un gigantesque succès commercial : il fut produit à 15 495 exemplaires, toutes versions confondues.

## Histoire

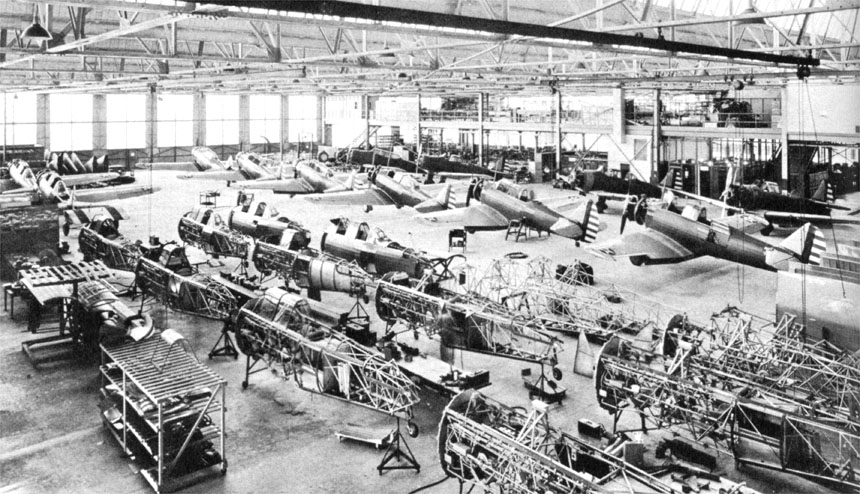
Chaîne de montage des BT-9 en 1936.

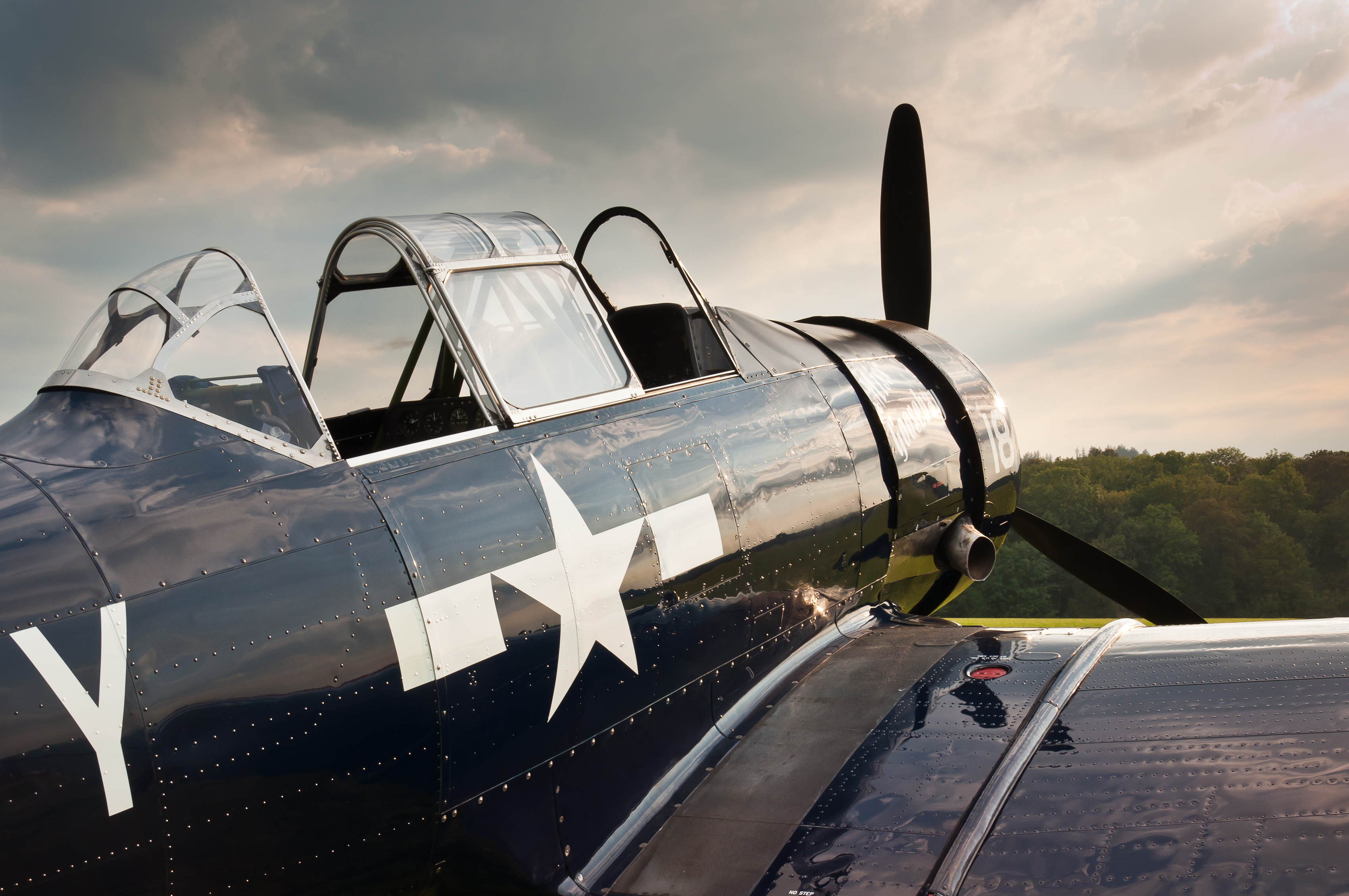
North American AT-6G Texan N6593D

Le T-6 descend du prototype NA-16, qui vola pour la première fois, le 1er avril 1935. Le NA-26 en fut dérivé pour répondre à la compétition Basic Combat, de mars 1937, qu'il remporta. L'USAAC en commanda alors 180 exemplaires sous la désignation BC-1, l'US Navy se porta elle acquéreur de 16 SNJ-1, puis de 61 SNJ-2, dotés d'un moteur plus puissant, mais la plus grosse commande fut passée par la Royal Air Force, qui en acheta pas moins de 400 exemplaires.
Par la suite, 92 BC-1A et 3 BC-2 furent encore produits avant que la désignation de l'appareil ne change pour AT-6 (avanced trainer). L'AT-6 se distinguait de son ancêtre par la forme carrée de ses saumons d'ailes et de son gouvernail. Désigné par les britanniques, Harvard II, il fut employé en très grand nombre (1 173 exemplaires) par la RAF et la RCAF, dans le cadre du prêt-bail.
Le NA-77, produit sous le nom d'AT-6A, lui succéda, il était propulsé par un Pratt & Whitney R-1340-49 Wasp. L'USAAF en utilisa 1 549 et l'US Navy, 270 sous le nom de SNJ-3. Il fut suivi, par le AT-6B, destiné à l'entraînement au tir aérien des mitrailleurs, avec poste arrière doté d'une mitrailleuse de calibre .30, qui introduisait aussi le moteur R-1340-AN-1. Au Canada, Noorduyn Aviation produisit alors une version de l'AT-6A, équipée de ce moteur, l'USAAF, la commanda à 1 500 exemplaires sous le nom d'AT-16 et la RAF, à 2 485 exemplaires sous la désignation d'Harvard IIB.
Dans le même temps, North American sortit le NA-88 qui fut le prototype de 2 970 AT-6C, 2 400 SNJ-4. Il fut suivi par 3 713 AT-6D, 1 357 SNJ-5. La RAF reçut 726 Harvard IIA (AT-6C) et 351 Harvard III (AT-6D) et la Fleet Air Arm reçut 564 Harvard III. Le NA-121 fut la dernière évolution américaine du modèle, 25 AT-6F et 931 SNJ-5 en dérivèrent. Au cours des années 1950, Canada Car and Foundry sortit une ultime version le Harvard 4, qui entra en service au sein de la RCAF, l'USAF et la Bundeswehr.
Une usine aéronautique à Lagoa Santa au Brésil produisit 81 NA-119, soit 61 avions en pièces détachées et 20 fabriqués sous licence, avec une incorporation croissante de pièces locales. Ils entrèrent en service dans la Force aérienne brésilienne entre mars 1946 et juillet 1951.

## En service
D'innombrables forces aériennes ont utilisé le T-6 comme avion d'entraînement de début, mais aussi comme avion d'appui feu léger.
Durant la guerre de Corée et même celle du Viêt Nam, les T-6 furent utilisés comme avion de contrôle aérien avancé, pour guider les chasseurs-bombardiers sur leurs objectifs au sol :
« Modifiés afin d’emporter douze roquettes fumigènes pour le marquage des cibles, leur tâche consistait à patrouiller au-dessus du front afin d’identifier les activités et les points stratégiques des Nord-Coréens et Chinois. Une fois l’objectif identifié, les LT-6G appelaient les chasseurs-bombardiers, et effectuaient le marquage au sol grâce aux roquettes fumigènes afin que les avions d’assaut puissent accomplir leur mission avec le maximum d’efficacité.
À l’instar des Soviétiques durant la Seconde Guerre mondiale, les Nord-Coréens utilisèrent d’antiques biplans Polikarpov Po-2. Ces avions lents étaient armés de bombes légères et attaquaient les aérodromes américains, peu protégés de nuit, occasionnant ainsi des dommages sérieux aux précieux avions à réaction parqués au sol. Quelques LT-6G du 6147th TCG furent armés d’une paire de mitrailleuses .30 pour interdire aux Po-2 toute tentative de harcèlement nocturne. »
Il faut noter que le biplan PO-2 se révélait un adversaire paradoxalement dur à abattre, car sa vitesse maximale (130 km/h) était bien inférieure à celle de décrochage des chasseurs qui tentaient de l'intercepter et aussi par le fait qu'il volait à très basse altitude. Les T-6 armés étaient donc une réponse adéquate à ces incursions.
Ils furent aussi abondamment utilisés par l'Armée de l'air française comme avions de lutte contre la guérilla, pendant la guerre d'Algérie à partir de 1957 et pour la formation au pilotage élémentaire (par exemple à Cognac en 63/64). L'Aéronavale française a aussi employé le T-6 comme avion école avancé.

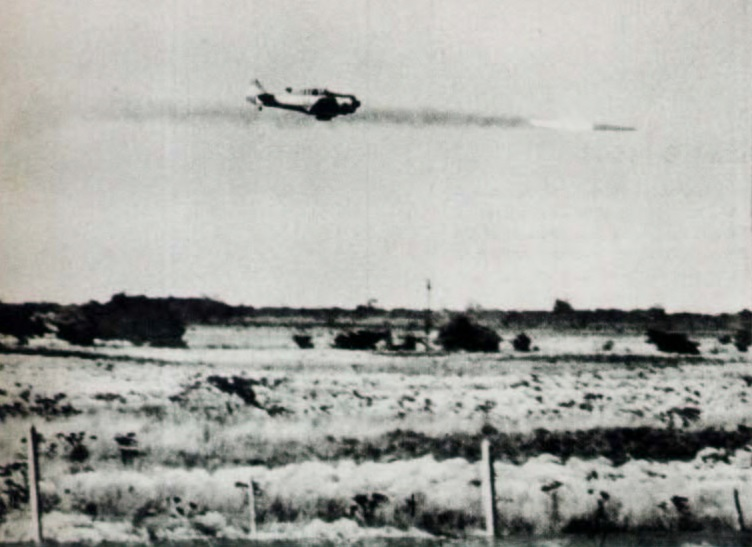
AT-6 de la marine argentine tirant des roquettes contre une colonne de l'armée de terre argentine le 2 avril 1963.

La révolte de la marine argentine en 1963 les vit employés dans une tentative de coup d'état de la part de la marine argentine.
Au cinéma, des T-6 maquillés servent souvent à simuler des appareils ennemis à moteur en étoile de la Seconde Guerre mondiale, notamment les chasseurs japonais Mitsubishi A6M et allemands Focke-Wulf 190 (par exemple dans le film Quand les aigles attaquent).
Des T-6 apparaissent également dans le film Mais où est donc passée la septième compagnie ?.

## Variantes

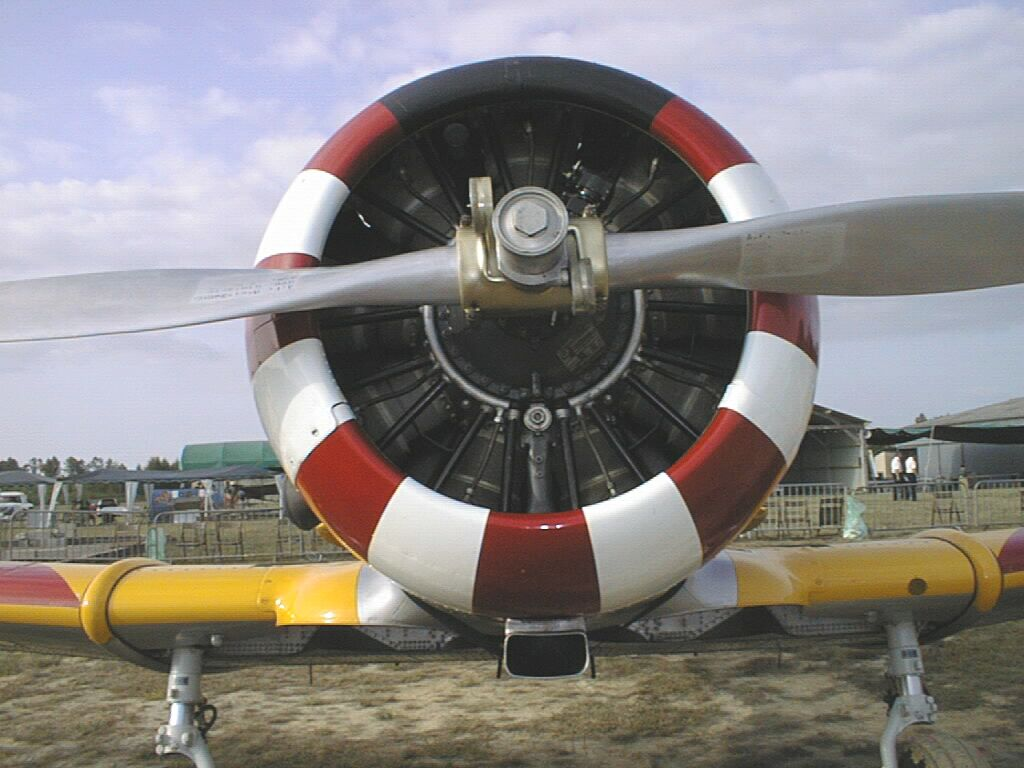
Moteur Pratt & Whitney R-1340 Wasp d'un T-6G Texan.

### Prototype
NA-36
Démonstrateur présenté par la North American Aviation pour répondre aux exigence du programme Basic Combat Trainer de l'USAAC de mars 1937. Motorisé avec un Pratt & Whitney R-1340 Wasp de 550 ch et pouvant être équipé de 2 mitrailleuses de calibre 30.

### SérieBC
North American  BC-1
Version de production du NA-36 commandée par l'USAAC, 1er appareil livré en 9 juin 1937. Motorisée avec un Pratt & Whitney R-1340-47. Les premiers exemplaires ont une gouverne de direction ronde qui deviendrait carrée par la suite. 177 unités produites.
BC-1-I
Version modifiée du BC-1 destinée à servir d'appareils d'entrainement aux instruments. 30 convertis
BC-1A
Version armée du BC-1 (aussi appelée NA-55-1), équipée avec un mitrailleuse M-2 de calibre 30 sur le côté droit du capot moteur et une autre orientable en défense vers l'arrière. Possède un fuselage allongé, des bouts d'ailes carrés et une gouverne triangulaire. 93 appareils construits. Cette version est identifiable des versions plus récentes grâce à une excroissance du fuselage entre le train d'atterrissage (cette partie devenant plate par la suite).
BC-1B
Désignation d'un BC-1A équipé avec la section d'aile de la version AT-6A.
BC-2
Similaire aux version BC-1A et AT-6, mais modifié suivant les spécifications de la version NA-44 (Prototype version d'export bas" sur le NA-36 pour la RCAF). Possède une hélice tripale et un moteur Pratt & Whitney R-1340-45 Wasp de 600 ch. 3 exemplaires produits.

### SérieAT
AT-6 TexanAvion d'entrainement avancé, identique au BC-1A avec quelques changements mineurs, motorisé avec un Wright R-1340-47 de 600 ch et armé d'une mitrailleuse Browning de 7,7 mm en chasse. 9 exemplaires convertis à partir de BC-1A  et 85 construits.
AT-6AIdentique au AT-6 mais avec un moteur Pratt & Whitney R-1340-49 de 600 ch et des réservoirs d'ailes amovibles. 1847 exemplaires construits dont 298 transférés à l'United States Navy sous la dénomination SNJ-3. Les exemplaires encore en service à partir de 1948 seront désignés T-6A.
AT-6B
Identique au AT-6A mais avec un Pratt & Whitney R-1340-AN-1 de 600 ch et armé avec une mitrailleuse Browning en défense. 400 exemplaires produits.
AT-6C
Identique au AT-6B mais avec une structure en acier faiblement allié et contreplaqué. 2970 exemplaires produits incluant les transferts vers le Royaume-Uni sous la désignation Harvard IIA.
AT-6D
Identique au AT-6B mais avec un système électrique en 24 volt continu. 4388 exemplaires construits dont ceux transférés à l'US Navy sous la désignation SNJ-5 et Harvard III pour le Royaume-Uni. Prendra la désignation T-6D en 1948.
XAT-6E
Un seul exemplaire converti à partir d'un AT-6D pour être remotorisé avec un moteur en ligne V-12 Ranger V-770-9 de 575 ch pour essais.
AT-6F
Identique au  AT-6D mais avec un renforcement du fuselage et quelques changements mineurs comme une verrière arrière fixe. 956 exemplaires produits dont ceux transférés à l'US Navy sous la désignation SNJ-6. Renommé T-6F à partir de 1948. Quelques-uns seront envoyés en Russie avec le programme Prêt-bail.
AT-16
Version construite par la firme canadienne Noorduyn  pour le programme Prêt-bail des Harvards. 1800 exemplaires produits

### SérieHarvard
Harvard I
Identique au BC-1 mais armé avec une mitrailleuse en défense et motorisé avec un Pratt & Whitney R-1340-S3H1  de 600 ch. 400 exemplaires.
Harvard II
Identique au BC-1A mais sans installation pour le mitrailleur arrière. 526 exemplaires produits.
Harvard IIA (RAF & Commonwealth)
Désignation de la variante AT-6C pour la Royal Air Force et celles du Commonwealth. Les premiers exemplaires livrés auront un fuselage arrière en bois.
Harvard IIA (RCAF)
Version armée du Harvard II au sein de la Royal Canadian Air Force. Cette appellation est utilisée pour désigner tout appareil de type Harvard II ou IIB équipés de mitrailleuses en chasse, roquettes ou bombes.
Harvard IIB
Harvard II produit par la firme canadienne Noorduyn. Ces unités seront désignées AT-16 quand elles sont destinées au programme Prêt-bail. 757 unités construites et 1 800 transformées à la suite d'un transfert de l'USAAF
Harvard T.T. IIB
Variante pour le remorquage de cible. 42 appareils construits pour la RAF par Noorduyn. Ces unités sont probablement inclus dans le total des Harvard II.
Harvard IIF
Variante pour l'entrainement au bombardement et mitraillage. Harvard II modifié avec un hublot ventral pour le bombardier et un poste de pilote de la variante AT-6.
Harvard III
Désignation des AT-6D pour la Royal Air Force. 537 exemplaires.
Harvard 4
Version des Harvard II développée et construite par la Canadian Car & Foundry en parallèle de la version T-6G. 270 unités produites à destination de la RCAF et 285 pour l'USAF. Certaines publications les désignent en tant que T-6J, mais les registres officiels n'utilisent pas cette dénomination.
Harvard 4K
Désignation de l'Armée de l'Air belge pour ses Harvard II et III, qui ont été mis aux spécifications de la version Harvard 4.
Harvard 4KA
Désignation belge pour la variante armée de ses Harvard 4K.

### SérieSNJ

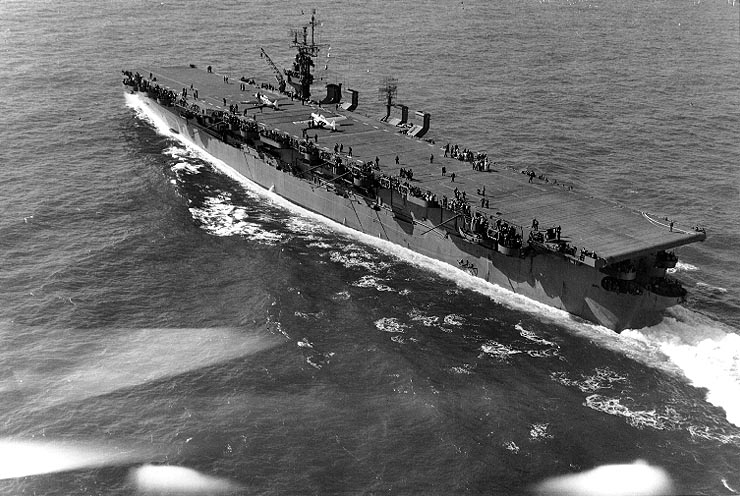
Le porte-avions léger CVL-27 Langley, futur La Fayette français, le 6 octobre 1943 avec deux SNJ Texan sur le pont.

SNJ-1
Similaire à la version Harvard I mais avec la section centrale d'aile de la version BC-1, un fuselage recouvert de métal metal et la configuration d'aile du T-6. 16 unités construites.
SNJ-2
Identique à la SNJ-1 mais avec un moteur Pratt & Whitney R-1340-56 , avec des écopes de refroidissement modifiées. 61 unités construites.
SNJ-3
Identique au AT-6A. 270 exemplaires dont 296 transférés de l'USAAC.
SNJ-3C
SNJ-3 converti comme appareil d'entrainement aux appontages avec une crosse d’arrêt. 12 exemplaires modifiés.
SNJ-4
Identique au AT-6C. 1 240 exemplaires produits.
SNJ-4C
SNJ-4 converti comme appareil d'entrainement aux appontages avec une crosse d’arrêt.
SNJ-5
Variante AT-6D transférée de l'USAAC. 1 573 unités.
SNJ-5C
SNJ-5 converti comme appareil d'entrainement aux appontages avec une crosse d’arrêt.
SNJ-6
Variante AT-6F transférée de l'USAAC. 411 unités.
SNJ-7
Variantes précédentes modifiés aux standard du T-6G de 1952.
SNJ-7B
Variante armée du SNJ-7.
SNJ-8
240 appareils initialement prévus. Commande annulée.

### Série T-6Texan
T-6A
Changement de désignation des appareils de la variante AT-6A après 1948.
T-6C
Changement de désignation des appareils de la variante  AT-6C après 1948., incluant 68 appareils reconstruits avec de nouveaux n° de série.
T-6D
Changement de désignation des appareils de la variante AT-6D après 1948, incluant 35 appareils reconstruits avec de nouveaux n° de série.
T-6F
Changement de désignation des appareils de la variante AT-6F après 1948.
T-6G

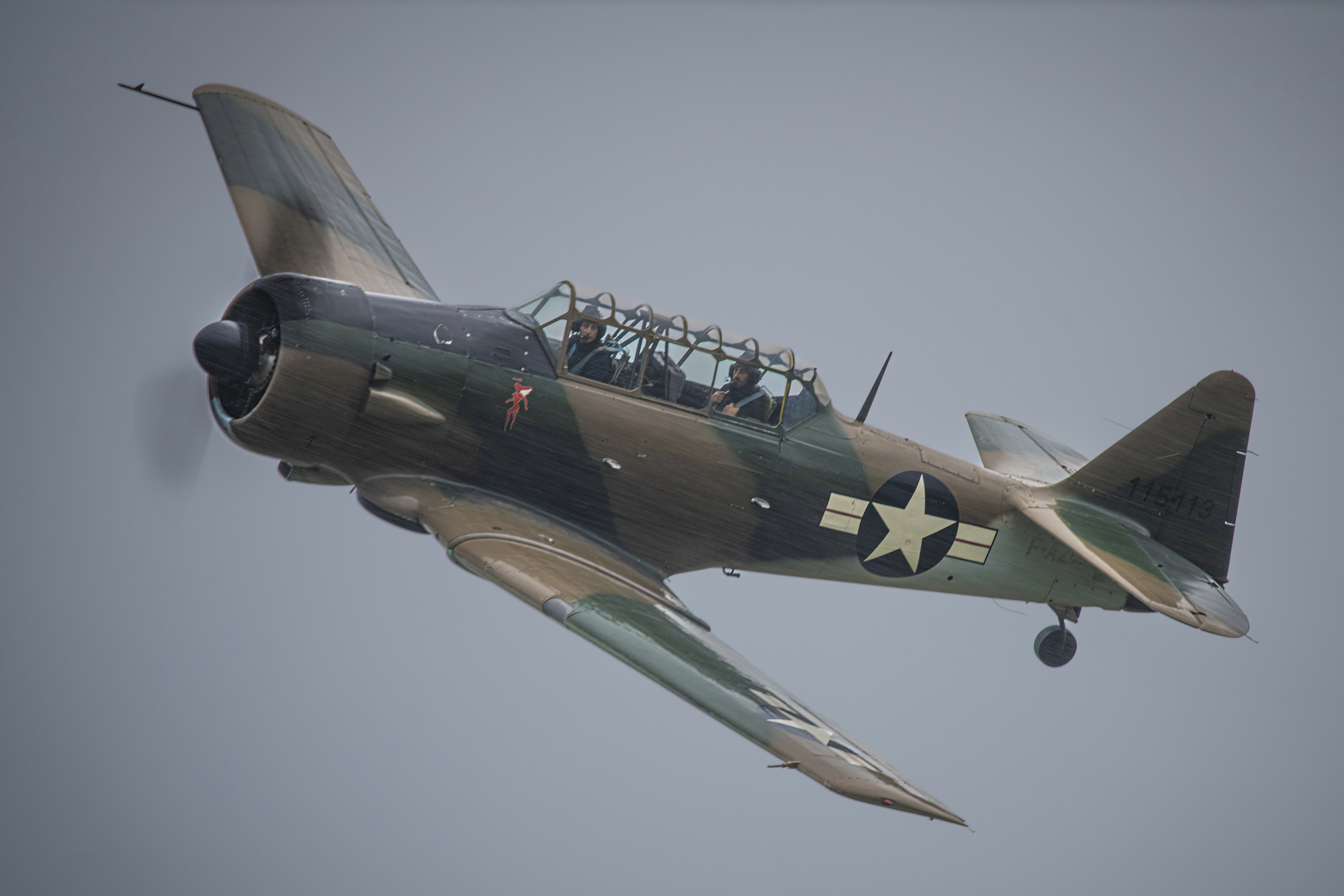
North American T6 G en présentation lors de la porte ouverte de l' aéroclub Eu le Tréport Mers le 8 septembre 2024. Pilote Vincent Moisson.

Appareils de version antérieure AT-6/T-6 modifiés entre 1949 et 1953 avec un aménagement du poste de pilotage amélioré, une augmentation de l'emport de carburant, une roulette de queue directionnelle, un équipement radio amélioré et un moteur Pratt & Whitney R-1340-AN-1 de 600 ch. 2068 appareils modifiés.
LT-6G
Appareils de type T-6G convertis pour des missions de surveillance du champ de bataille et contrôle aérien avancé. 97 unités modifiées. Surnommés Mosquito (Moustique) durant la guerre de Corée.
T-6H
Appareil de la version T-6F converti aux standard de la T-6G.
T-6J
Désignation non sourcée pour les Harvard 4 construits au Canada. 285 appareils fournis aux armées de l'air belge, française, italienne, portugaise, et ouest-allemande.
KN-1
Désignation d'un T-6F endommagé durant un crash lors de la Guerre de Corée. Reconstruit en tant qu'hydravion à flotteur par la Marine de la république de Corée.
Bacon Super T-6
Désignation d'un AT-6F converti en 1956 avec un train tricycle, une verrière type bulle et des réservoirs de bout d'aile.

## Utilisateurs
Afrique du Sud
- South African Air Force

 Allemagne
- Luftwaffe

 Argentine
- Aviation navale argentine

 Autriche
- Force aérienne autrichienne

 Belgique
- Force aérienne belge

 Biafra
- Biafran Air Force

 Bolivie
- Force aérienne bolivienne
- Aviation navale

 Brésil
- Force aérienne brésilienne

 Canada
- Aviation royale canadienne
- Marine royale canadienne

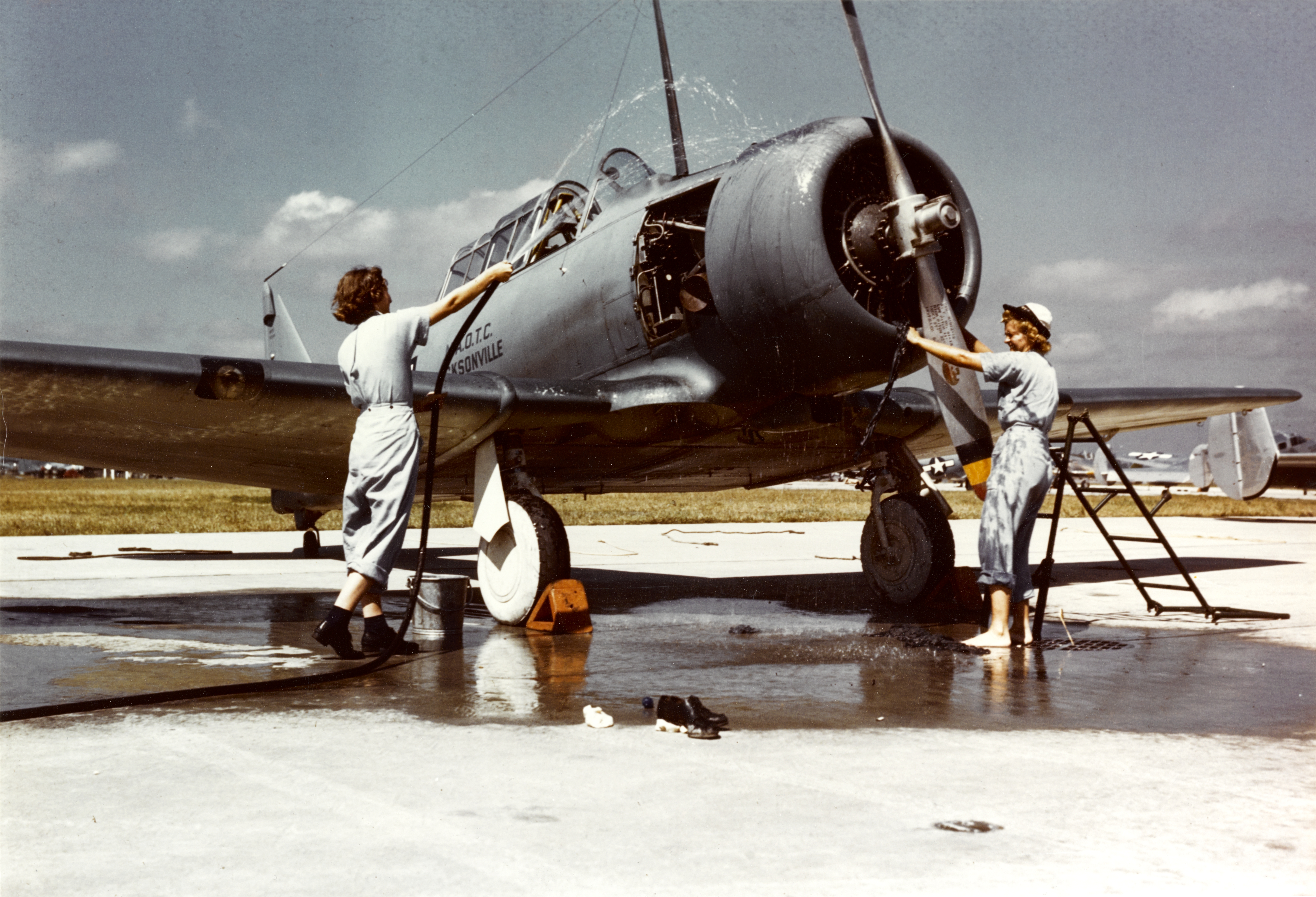
WAVES nettoyant un SNJ à NAS Jacksonville, FL.

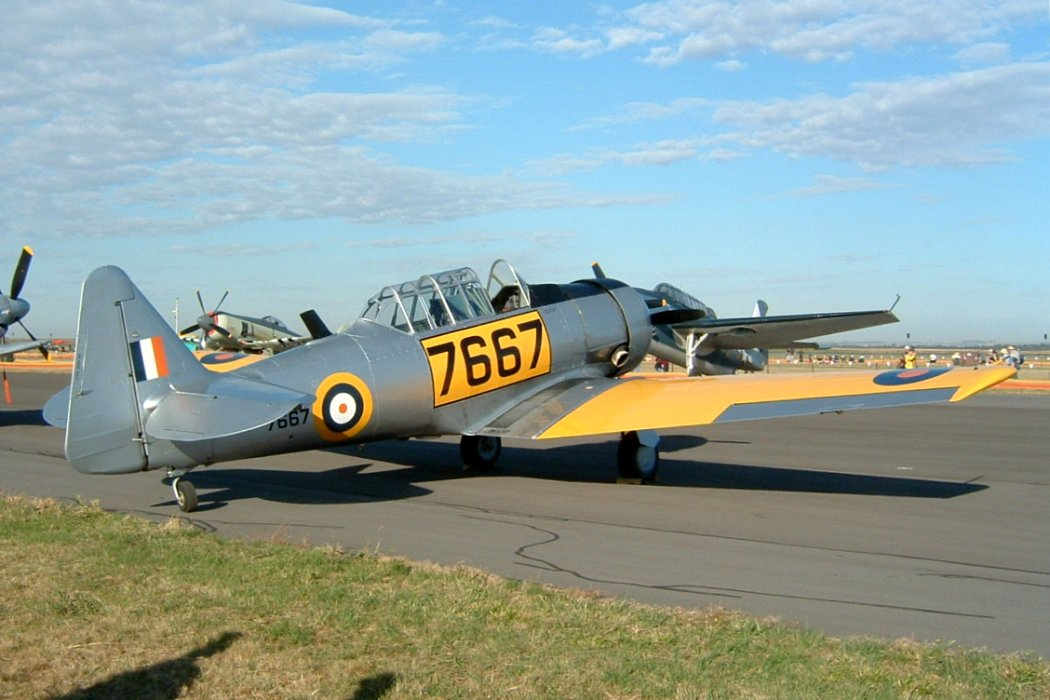
Harvard IIA de la South African Air Force (équivalent au AT-6C) avec marquage de la 2e Guerre mondiale.

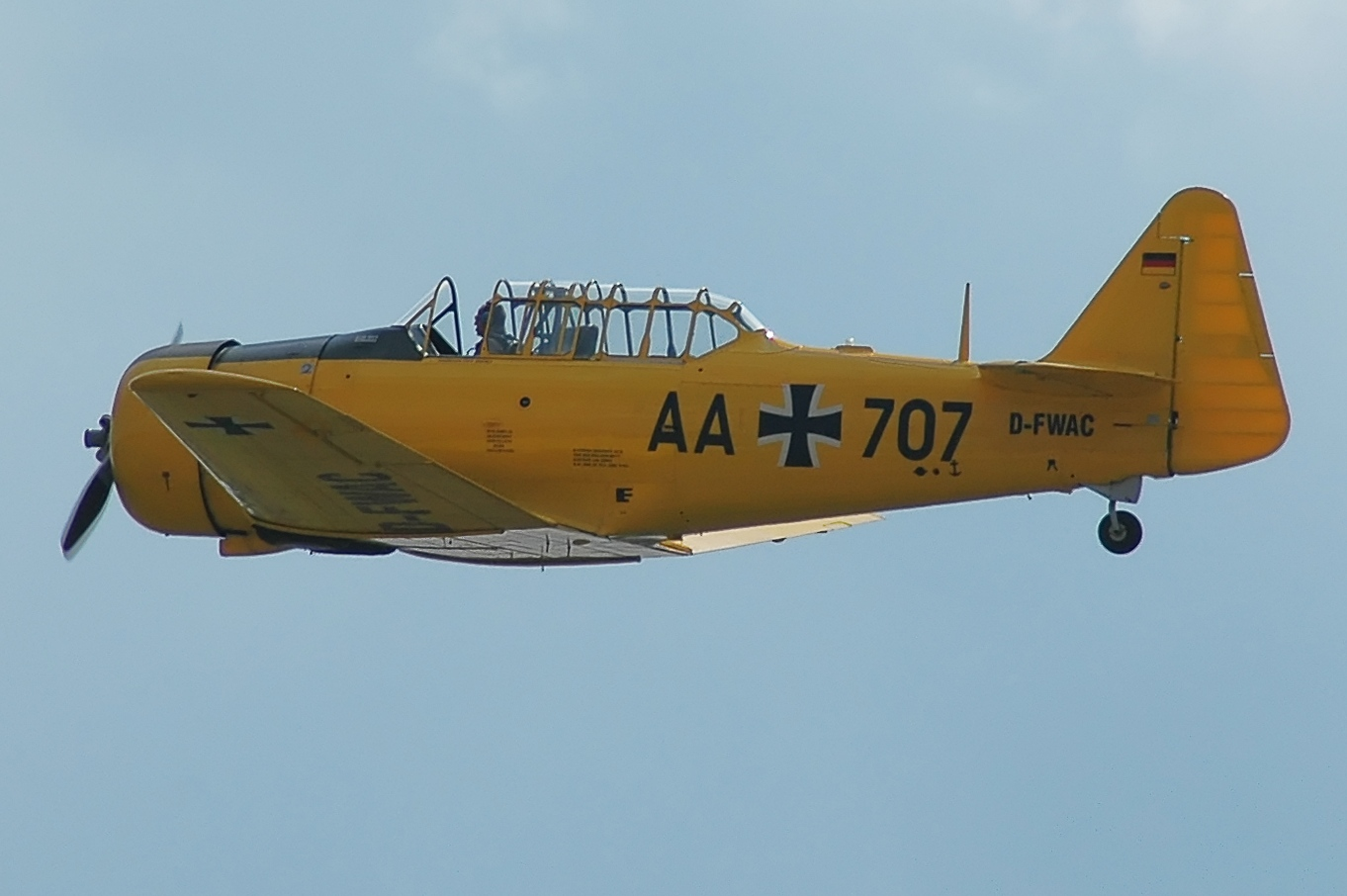
T-6D restauré avec les marquages de la Luftwaffe.

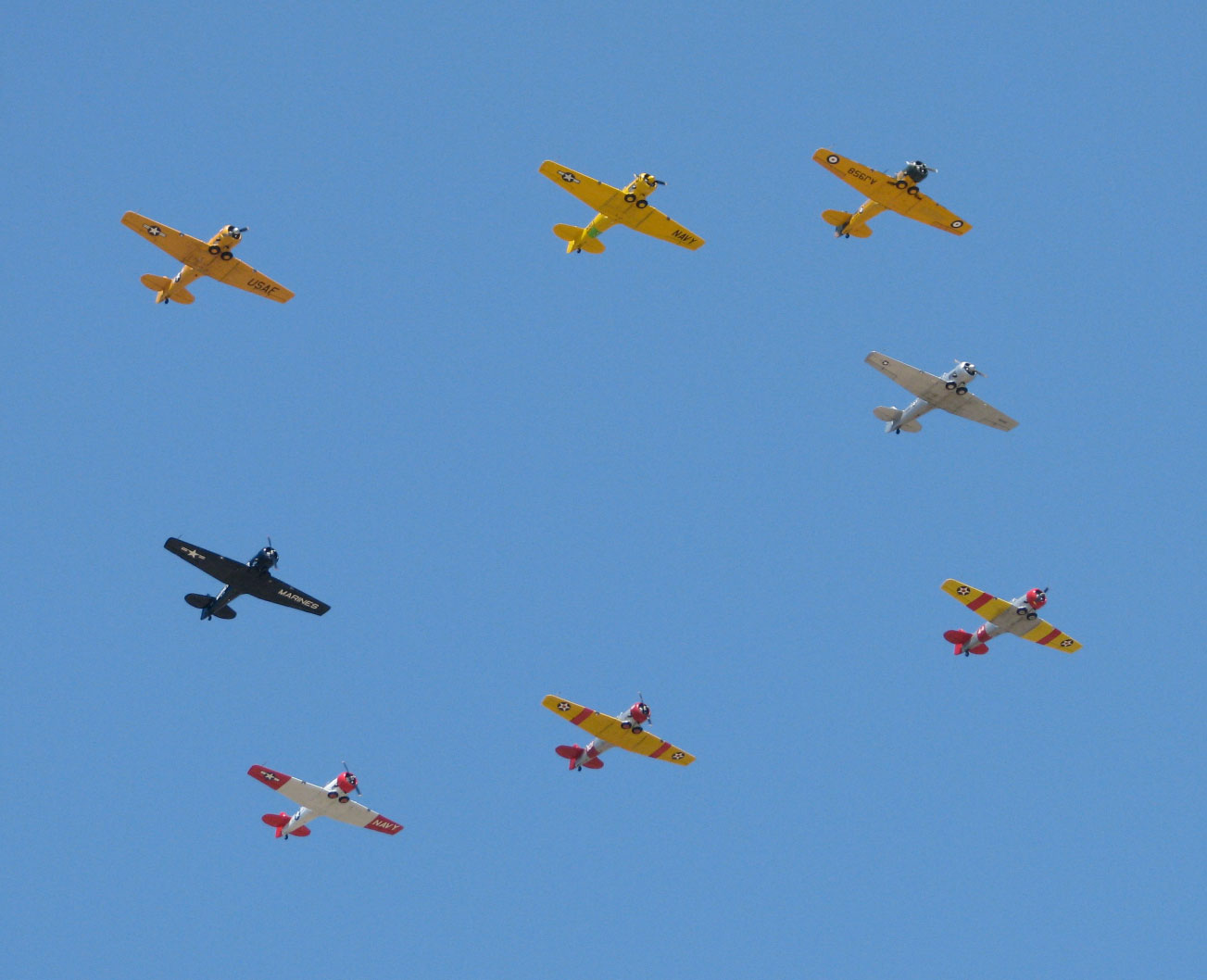
Formation volant pendant le spectacle aérien de la Commemorative Air Force de 2008.

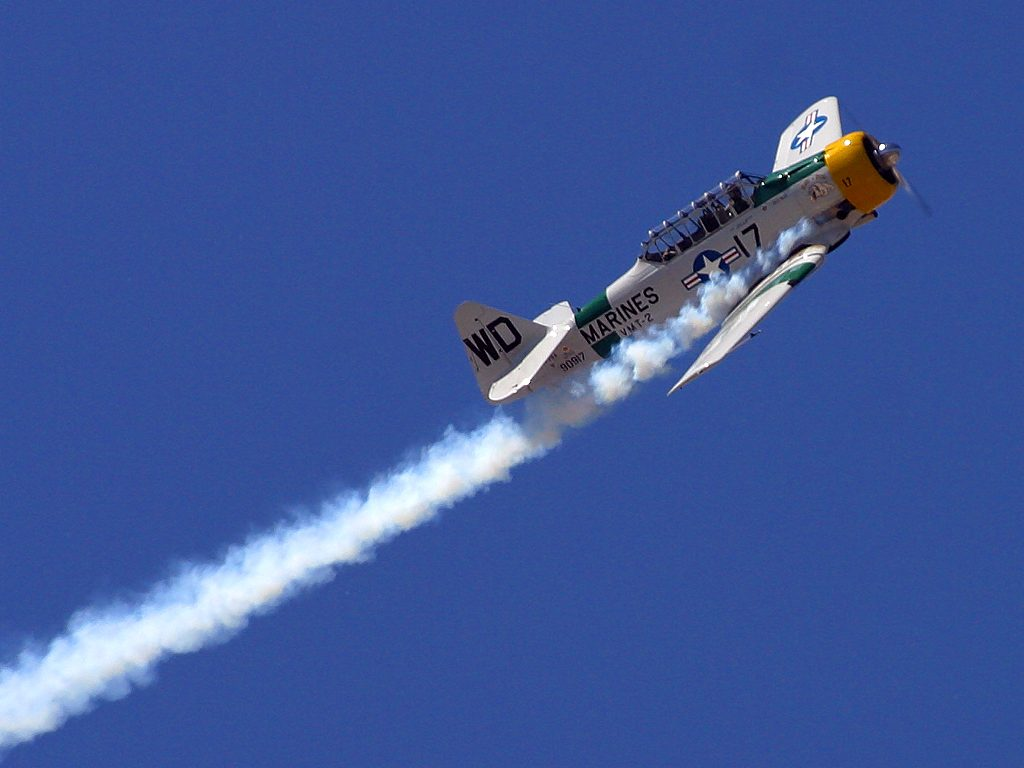
War Dog, un SNJ-5 peint aux couleurs du MCAS El, vu durant un spectacle aérienne en 2004.

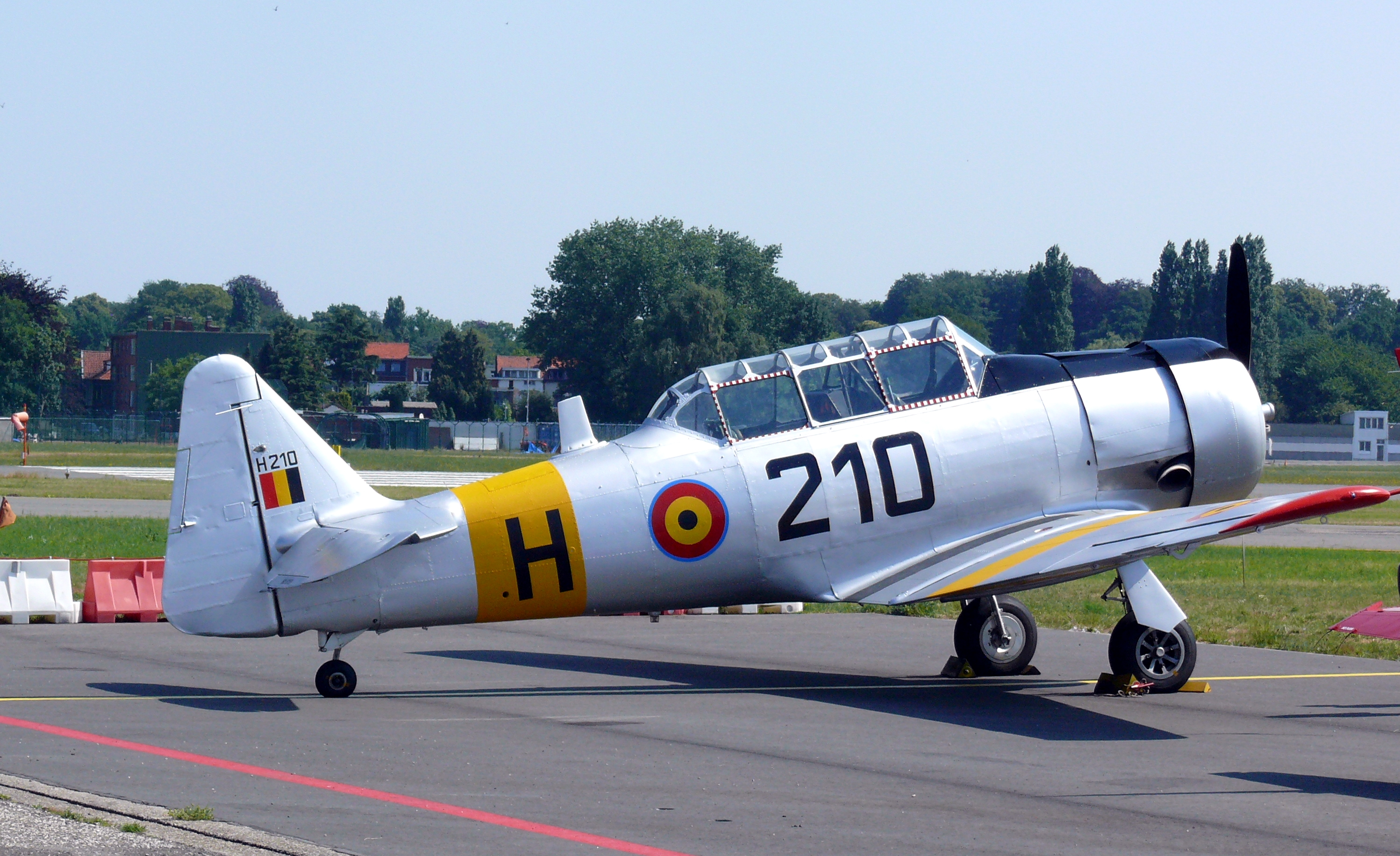
T-6G de la force aérienne belge.

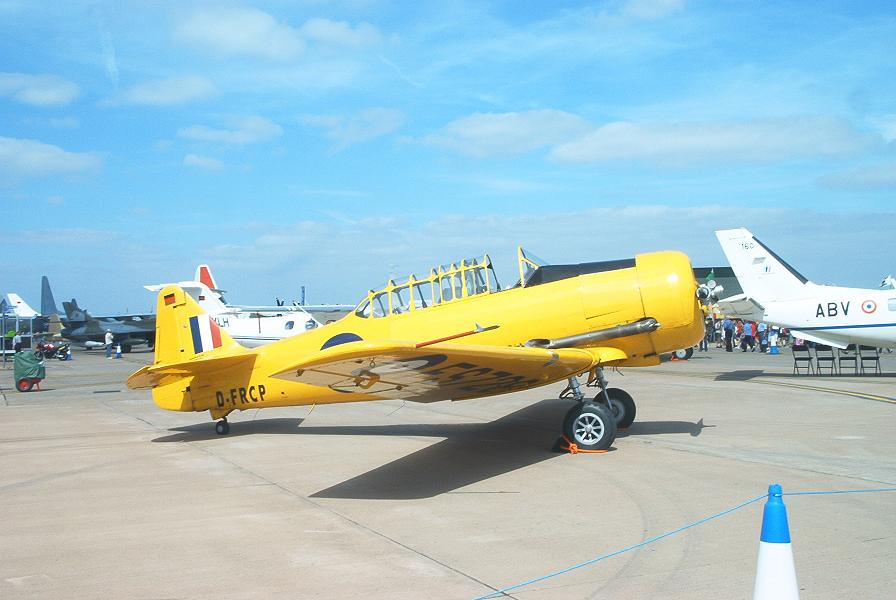
Harvard II canadien restauré pendant le Royal International Air Tattoo 2005.

- Conseil national de recherches Canada

 Chili
- Force aérienne chilienne

 Taïwan

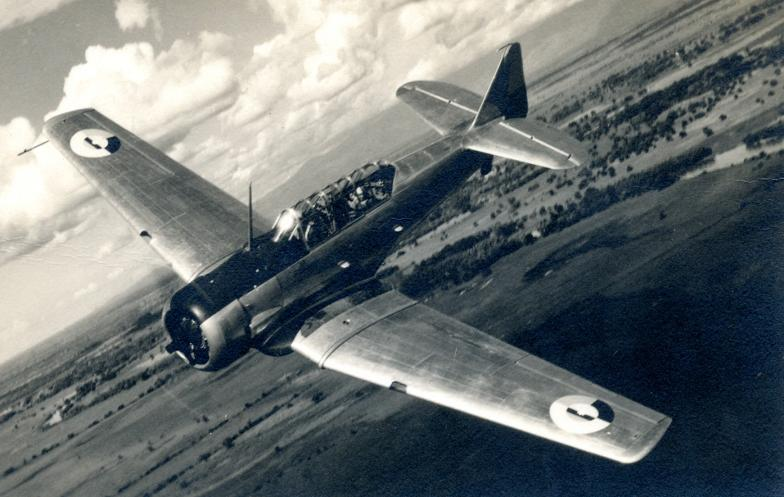
AT-6 Texan de la Force aérienne colombienne durant la Seconde Guerre mondiale.

- Force aérienne de la République de Chine

 Colombie
- Force aérienne colombienne (1940-1967)

 République du Congo
- Armée de l'air de la République du Congo

 Corée du Sud
- Force aérienne de la République de Corée

 Cuba
- Défense aérienne des Forces armées révolutionnaires

 Danemark
- Armée de l'air royale danoise

 République dominicaine
- Force aérienne dominicaine

 Espagne
- Armée de l'air

 États-Unis

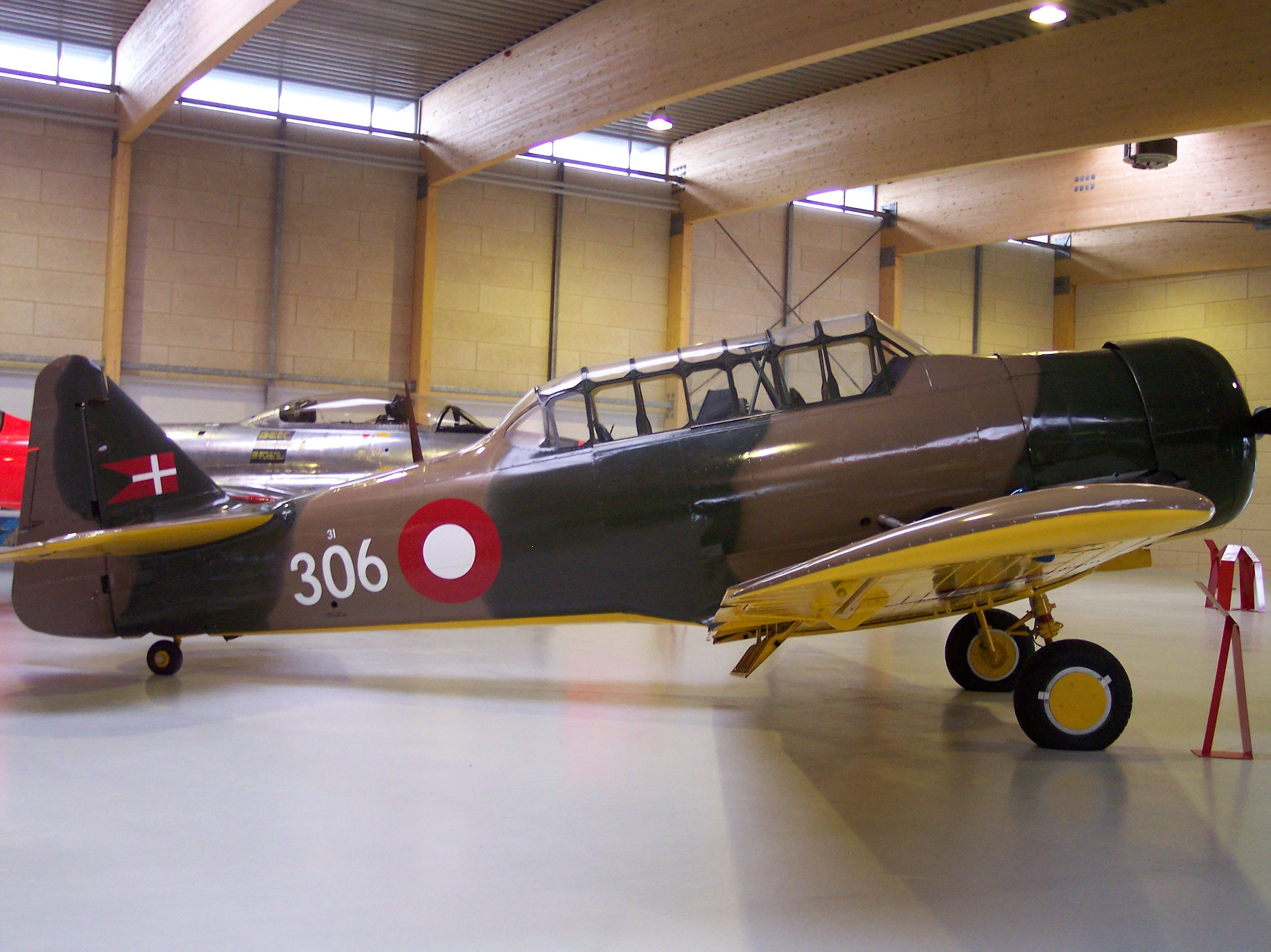
Harvard II danois.

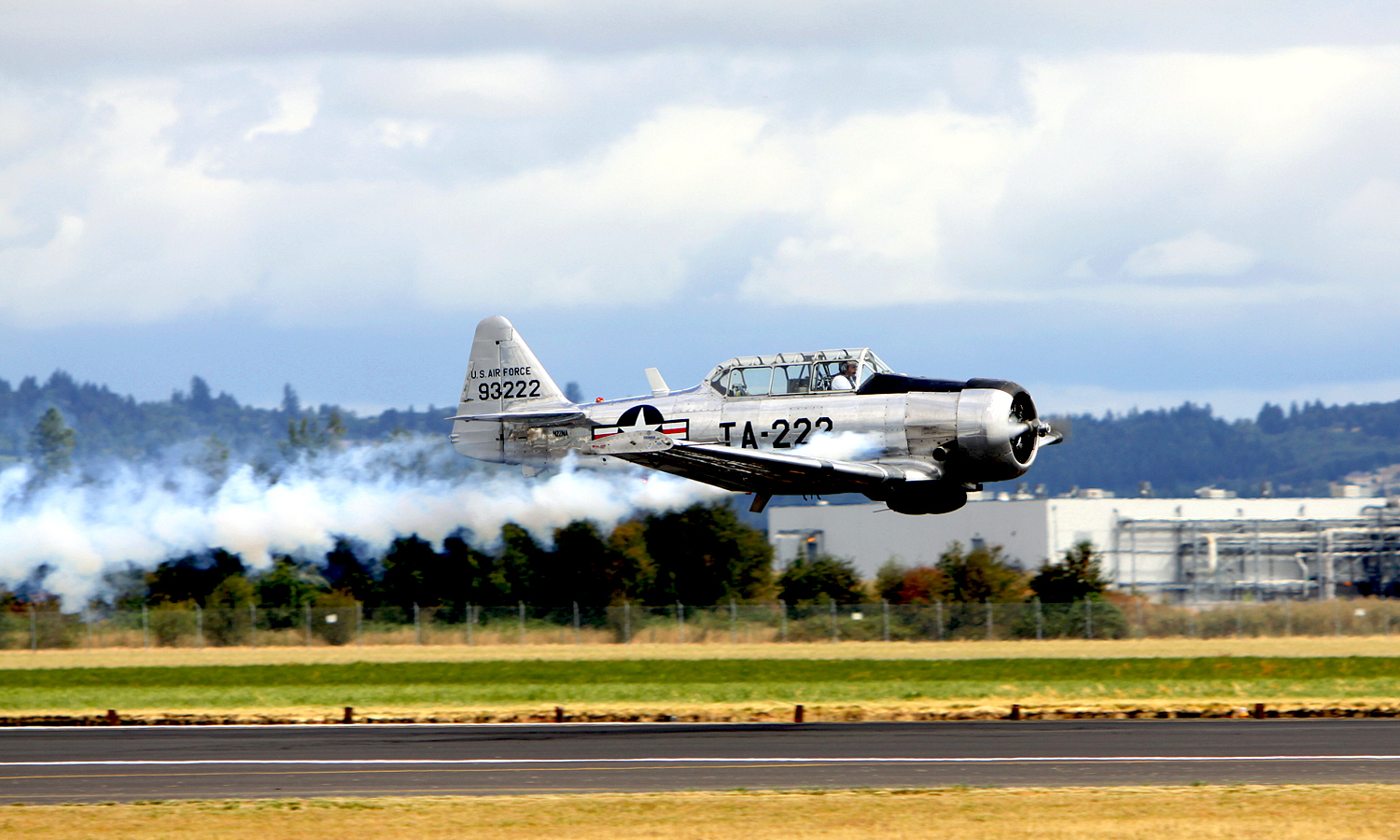
T-6G Texan en 2010 à l'AirShow Hillsboro en Oregon.

- United States Army Air Corps/Army Air Forces
- United States Air Force
- United States Navy
- United States Marine Corps
- United States Coast Guard

 France
- Armée de l'air
- Aéronautique navale

 Gabon
- Armée de l'air gabonaise

 Grèce
- Force aérienne grecque

 Haïti
- Forces armées d'Haïti

 Honduras
- Force aérienne hondurienne

 Hong Kong
- Royal Hong Kong Auxiliary Air Force

 Inde
- Royal Indian Air Force
- Force aérienne indienne

 Indonésie
- Force aérienne de l'armée nationale indonésienne

 Iran
- Force aérienne de la République islamique d'Iran

 Israël
- Force aérienne et spatiale israélienne

 Italie
- Aeronautica Militare

 Japon
- Force aérienne d'autodéfense japonaise
- Force maritime d'autodéfense japonaise

 Katanga
 Laos
- Aviation royale laotienne (en)

 Liban
- Forces aériennes libanaises

 Maroc
- Forces aériennes royales

 Mexique
- Force aérienne mexicaine Total de 120 délivrés, 47 AT-6 et 73 T-6C

 Mozambique
- Force aérienne du Mozambique

 Nicaragua
- Force aérienne de l'armée du Nicaragua

 Norvège
- Force aérienne royale norvégienne

 Nouvelle-Zélande
- Royal New Zealand Air Force

 Pakistan
- Pakistan Air Force

 Paraguay
- Force aérienne paraguayenne
- Aviation navale paraguayenne

 Pays-Bas
- Armée de l'air royale néerlandaise
- Aéronautique navale néerlandaise

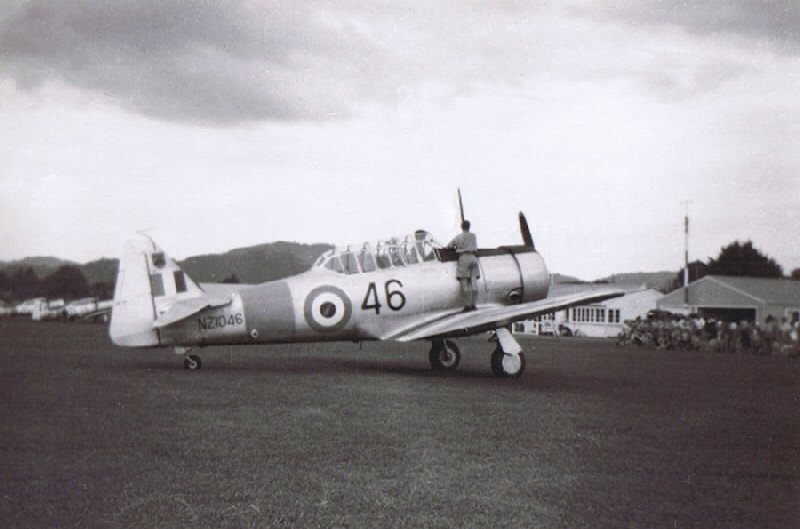
RNZAF Harvards à Aerodrome Onerahi, près de Whangarei, Nouvelle-Zélande en 1961.

- Aviation militaire de l'armée royale des Indes néerlandaises

 Philippines
- Force aérienne philippine

 Portugal
- Force aérienne portugaise
- Marine portugaise

 Rhodésie du Sud
- Rhodesian Air Force

 Royaume-Uni
- Royal Air Force
- Royal Navy

 Salvador
- Force aérienne salvadorienne

 Suède
- Armée de l'air suédoise

 Suisse
- Forces aériennes suisses

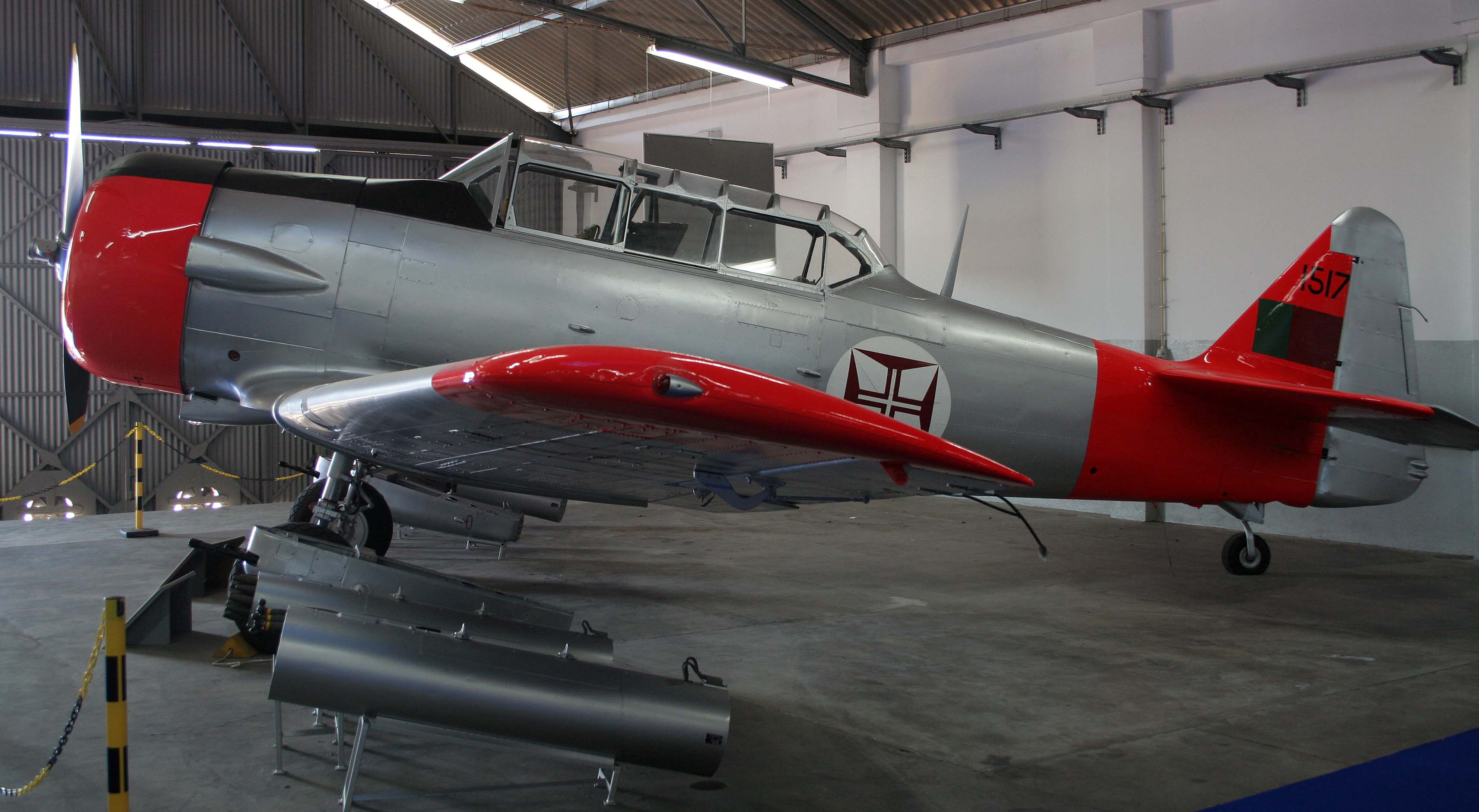
T-6G au musée de la Force aérienne portugaise.

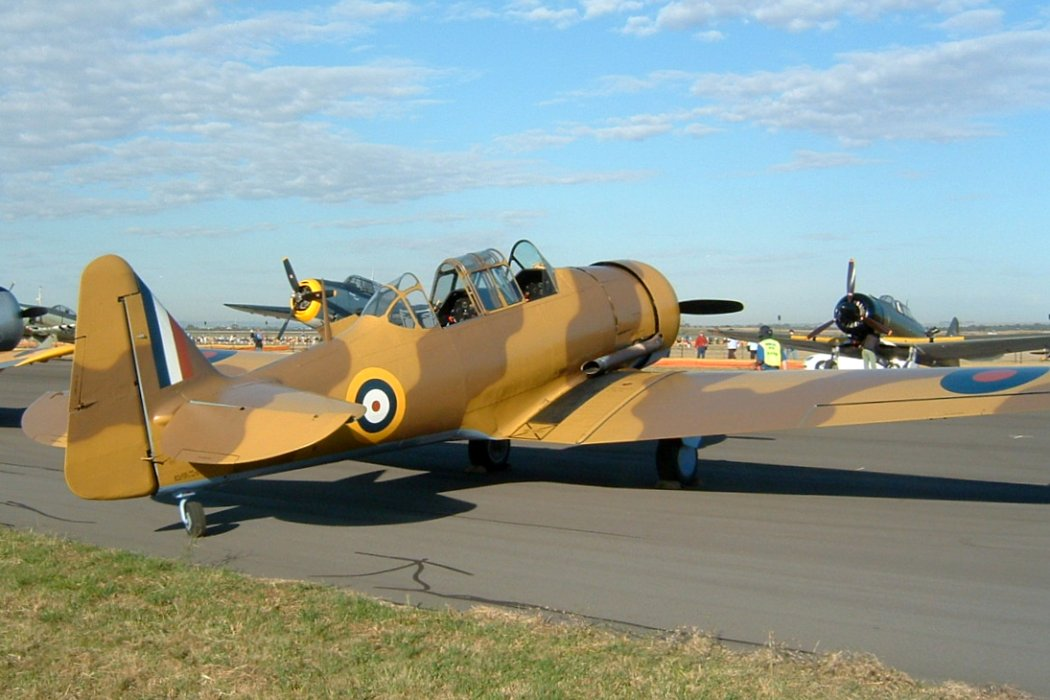
Restored Harvard II de la RAF avec couleurs de camouflage désert.

Les troupes d'aviation suisses achètent en 1947 quarante avions aux surplus de l'armée canadienne. Les avions sont révisés par Fokker à Amsterdam. Utilisés pendant une vingtaine d'années pour la formation des pilotes, principalement au PSV, ces avions vieillissants sont peu à peu remplacés par des Pilatus P-3 et réformés en 1968. Deux avions et quatre moteurs sont conservés à fin d'exposition et un autre avion est vendu à une association anglaise et immatriculé G-AXCR. Le stock de moteurs, bâtis et hélices est vendu à une entreprise de Dallas.
 Syrie
- Armée de l'air syrienne

 Thaïlande

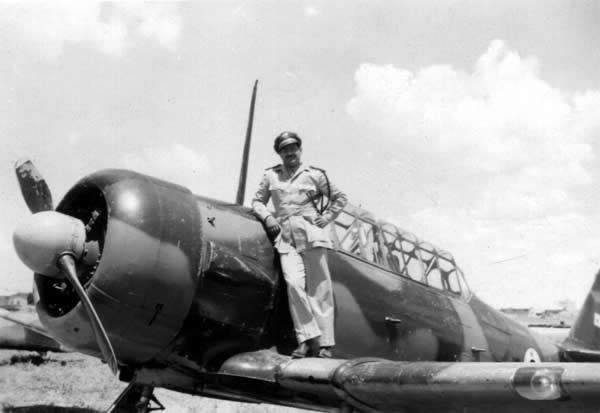
Un AT-6 de l'Armée de l'air syrienne dans les années 1950.

- Force aérienne royale thaïlandaise

 Tunisie
- Armée de l'air tunisienne

 Turquie
- Armée de l'air turque : 196 avions de différents types

 URSS
- Forces aériennes soviétiques

 Uruguay
- Force aérienne uruguayenne

 Venezuela
- Aviation nationale du Venezuela

 Viêt Nam du Sud
- Force aérienne vietnamienne

 Yougoslavie
- SFR Yugoslav Air Force (en)

 Zaïre